# 绝对几何
绝对几何（英文：Absolute Geometry），是按照除去平行公理（以及任意一种与其等效的公理）的欧式几何系统所构造的一种几何学。传统意义上，指只使用欧式几何中的前四条公理的系统。此术语由鲍耶·亚诺什于1832年首次使用。此系统有时也被称作中立几何，因为它对于平行公理持中立态度。由于仅使用欧式几何中的前四条公理并不足以公理化欧式几何，因此现在一般用其他系统代替此系统（如除去平行公理的希尔伯特公理）。

## 性质
在《几何原本》中，前二十八个命题与第三十一个命题没有使用平行公理，因此它们同样适用于绝对几何。此系统同样可以证明萨凯里 - 勒让德定理（三角形的内角和为一百八十度）和外角定理（三角形的任意一角的外角等于另外两个内角之和）。

### 引用
1. ↑  Faber 1983，pg. 131
2. ↑  In "Appendix exhibiting the absolute science of space: independent of the truth or falsity of Euclid's Axiom XI (by no means previously decided)" (Faber 1983，pg. 161)